# ヴァルノウトンネル

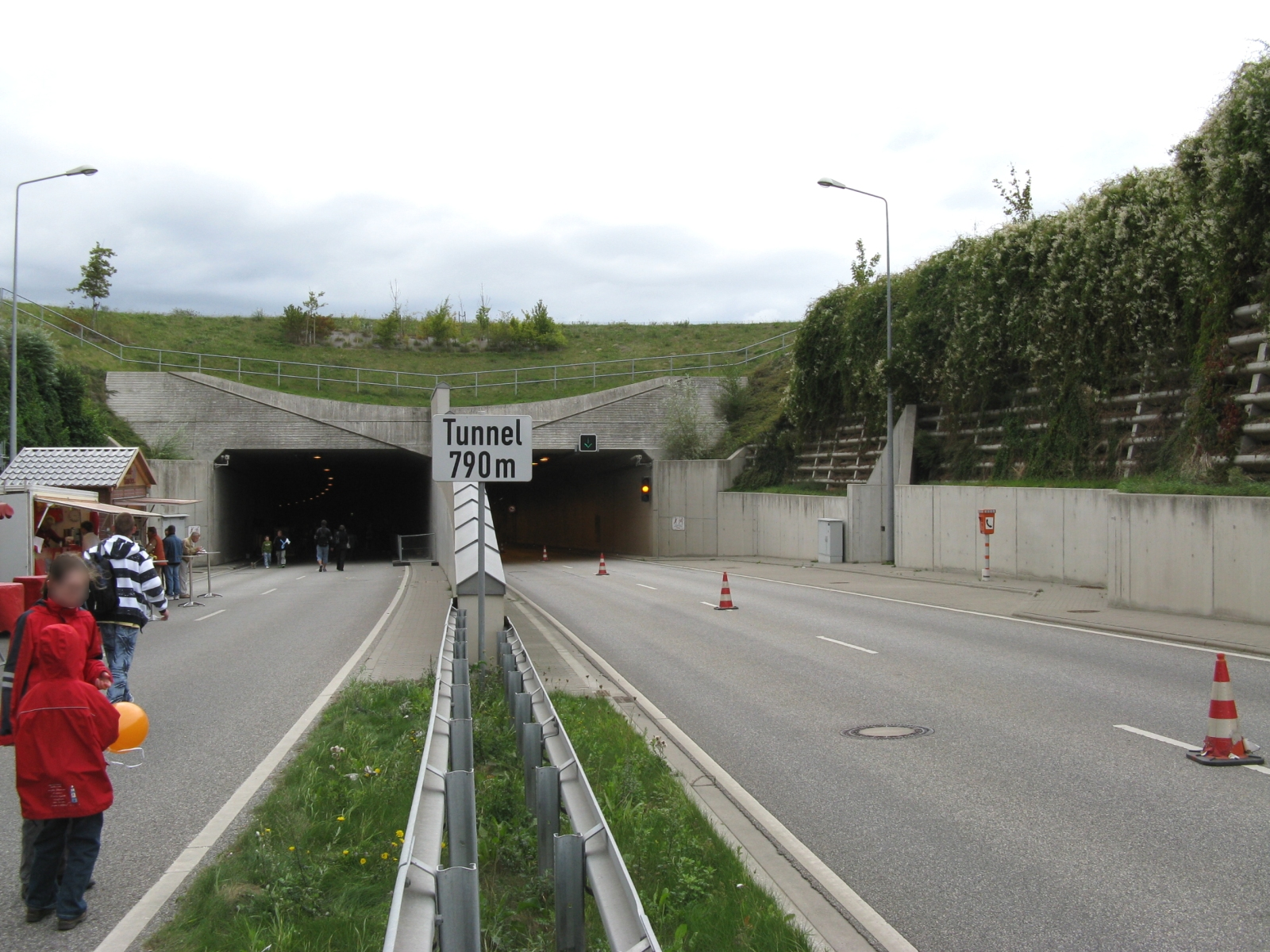
ワルノウトンネル

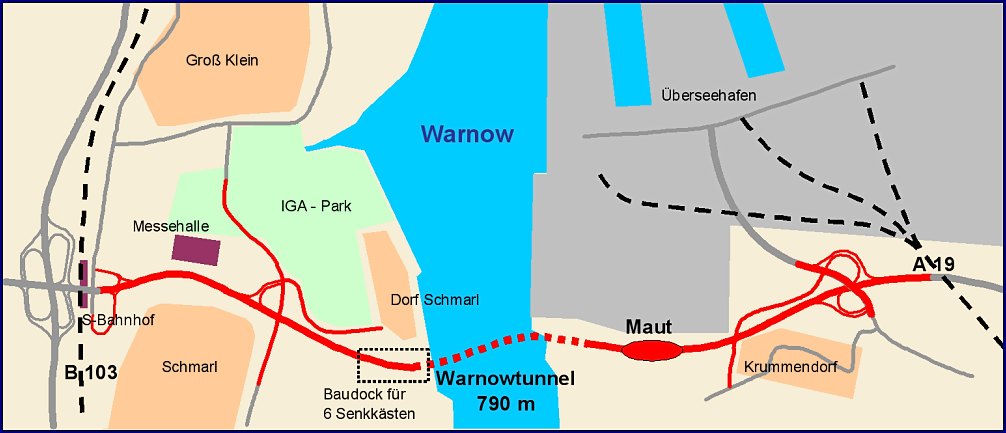
地図

ヴァルノウトンネル　Warnowtunnel (ドイツでは一般的にはワルノウ川クロッシングやワルノウクアルングとして知られる) は全長790mの自動車トンネルでドイツのメクレンブルク＝フォアポンメルン州ロストクのヴァルノウ川の西岸と東岸を結ぶ。
ドイツの最初の近代的な有料道路で2003年9月12日に連邦交通相マンフレート・シュトルペ博士臨席のもと開通した。